# Zhengmian Shuiku
Zhengmian Shuiku (kinesiska: 正面水库) är en reservoar i Kina. Den ligger i provinsen Henan, i den centrala delen av landet, omkring 100 kilometer norr om provinshuvudstaden Zhengzhou. Trakten runt Zhengmian Shuiku består till största delen av jordbruksmark.
Genomsnittlig årsnederbörd är 689 millimeter. Den regnigaste månaden är juli, med i genomsnitt 209 mm nederbörd, och den torraste är januari, med 3 mm nederbörd.